# 莱昂内尔·莫雷拉
莱昂内尔·莫雷拉（西班牙語：Leonel Moreira，1990年4月2日—），哥斯达黎加男子足球运动员，司职守门员。他曾代表哥斯达黎加国家队参加2018年国际足联世界杯，结果队伍止步小组赛阶段。